# Trichobius joblingi
Trichobius joblingi är en tvåvingeart som beskrevs av Wenzel 1966. Trichobius joblingi ingår i släktet Trichobius och familjen lusflugor. Inga underarter finns listade i Catalogue of Life.